# 我的丑娘
《我的醜娘》是一部中國電視劇，拍攝時間為2007年9月至10月，山東齊魯衛視於2008年8月首播。由大連天象影視製作中心攝製。

## 劇情
醜娘守寡多年，獨自將兒子王大春撫養長大。

## 主创人员
- 出品人：周莉、杨爱英
- 总监制：陈辉、李勤明、杨正才
- 总策划：蒋小平、石卫平
- 总制片人：石卫平
- 监制：张彦、李萍、杨金平、吴文夫、刘阳
- 艺术监督：杜景林
- 文学编辑：唐皞、郑仁湘、周志鹏
- 策划：韩松、严谨、郭美华、孙春田
- 制片人：杨金平、倪鹏
- 编剧：单联全、冯一非
- 导演：单联全
- 剧审字：(苏) 剧审字(2008)第014号

## 角色名单
| 角色   | 演員   | 角色關係                              |
| ------ | ------ | ------------------------------------- |
| 醜娘   | 張少華 | 大春的母親                            |
| 王大春 | 江宏恩 | 醜娘的兒子 小旭的丈夫，與小旭育有一子 |
| 趙小旭 | 馮一非 | 大春的妻子，與大春育有一子            |
| 李建平 | 侯天來 | 倩倩的丈夫 收留醜娘                   |
| 梅大姐 | 李勤勤 |                                       |
| 許倩倩 | 羅海瓊 | 建平的妻子                            |
| 張文健 | 鄭曉寧 |                                       |
| 金蘭   | 劉佳佳 | 李家的傭人，想嫁給建平                |
| 小芳   | 宇菲   |                                       |
| 王思夢 | 李穎   |                                       |
| 楊柳   | 張海燕 |                                       |
| 劉總   | 王連生 |                                       |
| 張總   | 林濤   |                                       |
| 丹丹   | 劉苗   |                                       |
| 張老太 | 劉雪芳 |                                       |
| 張麗芳 | 盧特   |                                       |
| 二伯公 | 武勝業 |                                       |
| 小秀   | 常敏青 |                                       |
| 周世德 | 張德利 |                                       |
| 胖嬸   | 劉雪   |                                       |
| 護士   | 安楠   |                                       |
| 主持人 | 范寧   |                                       |